# دیو بویلن
دیو بویلن (انگلیسی: Dave Boylen؛ زادهٔ ۲۶ اکتبر ۱۹۴۷) بازیکن فوتبال اهل بریتانیا است.
از باشگاه‌هایی که در آن بازی کرده‌است می‌توان به باشگاه فوتبال گریمزبی تاون اشاره کرد.